# Públio Sílio Nerva (cônsul em 28)
Públio Sílio Nerva (em latim: Publius Silius Nerva) foi um senador romano eleito cônsul em 28 com Ápio Júnio Silano. Era filho de Públio Sílio, cônsul sufecto em 3, e tio de Caio Sílio, cônsul em 13. 
Aulo Licínio Nerva Siliano, cônsul em 65, era seu filho biológico.